# PlayStation 3
PlayStation 3, официално пусната на пазара като PLAYSTATION 3 или накратко PS3, е третата домашна игрална конзола произведена от Sony Computer Entertainment. Тя е наследник на PlayStation 2 и част от серията PlayStation.
Основната характеристика отличаваща PlayStation 3 от предшествениците ѝ е обединената възможност за онлайн игра посредством PlayStation Network. Дотогава Sony разчита на разработчиците на игри да осигурят тази възможност. Други основни характеристики са силните мултимедийни възможности, възможност за свързване с PlayStation Portable и използването на Blu-ray дискове като основно устройство за съхраняване на информация.
PlayStation 3 е пусната в продажба за пръв път на 11 ноември 2006 г. в Япония, 17 ноември 2006 г. в Северна Америка и на 23 март 2007 г. в Европа и Океания. В началото са налични два модела: основен, с 20 GB твърд диск, и разширен модел с 60 GB твърд диск и няколко допълнителни характеристики. Основната версия не е пусната в продажба в Европа и Океания.
През септември 2010 г. Сони анонсира и пуска на пазара PS3 Slim, която е по-лека и по-малка като габарити от оригиналната PlayStation 3.
В края на 2012 г. се появява и Super Slim дизайна, по компактен.
Към 2 ноември 2013 г. конзолата е продала 87.4 милиона броя по цял свят. Нейният наследник PlayStation 4 излиза на пазара на 15 ноември 2013 г. След пускането на пазара на PS4, Сони обявяват, че ще продължат да поддържат PlayStation 3 до 2015 г.

### Хардуер
PlayStation 3 използва процесор Cell B.E. (разработен от Sony, Toshiba и IBM), работещ на честота 3,2GHz с 1 PPE и 7SPE (8SPE e изключен за подобряване на годните чипове при производството). Графичният процесор е разработеният от Nvidia RSX 'Reality Synthesizer' с 256MB GDDR3 памет. Основната памет е 256MB XDR DRAM. Оптичното четящо устройство е Blu-ray, което може да чете BD, DVD и CD дискове. Поддържат се Bluetooth 2.0 и Wi-Fi 802.11 b/g безжични интерфейси (изключение за последния прави 20GB модел), 10/100/1000 Ethernet мрежа, 2 или 4 USB порта (Slim версията е с 2 USB порта). Първите модели имат вградено устройство за четене на Flash карти (без 20GB модел), както и хардуерна поддръжка на игрите за PlayStation 2.